# الرقم القياسي الدولي للموسيقى

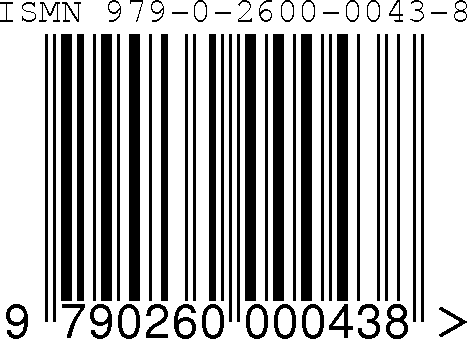
13-حرف

الرقم القياسي الدولي للموسيقى  (بالإنجليزية: International Standard Music Number) أو ISMN (ISO 10957) هي سلسلة من ثلاثة عشر حرفا ورقما تحدد هوية الورقة الموسيقية وضعتها المنظمة الدولية للمعايير. اقترح هذا الرقم فرع الرابطة الدولية للمكتبات الموسيقية (IAML) في المملكة المتحدة، بعد ذلك مرت بمراحل حتى انتهي من استكمال المشروع بعد اجتماعات في أوتاوا وباريس في عام 1993، وقامت المنظمة الدولية للمعايير بنشرها.